# Wang Qi
Wang Qi, né le 10 février 2001, est un athlète chinois, spécialiste du lancer du marteau.

## Biographie
Il s'illustre en 2023 en remportant son premier titre de champion de Chine, puis en établissant un nouveau personnel le 13 juin à Kladno avec 75,53 m. Il s'impose lors des championnats d'Asie à Bangkok avec la marque de 72,13 m, puis lors des Jeux asiatiques, disputés en octobre 2023 à Hangzhou (72,97 m).

## Palmarès
| Date | Compétition                    | Lieu      | Résultat | Marque  |
| ---- | ------------------------------ | --------- | -------- | ------- |
| 2018 | Jeux olympiques de la jeunesse | Singapour | 3e       |         |
| 2023 | Championnats d'Asie            | Bangkok   | 1er      | 72,13 m |
| 2023 | Universiade                    | Chengdu   | 1er      | 73,63 m |
| 2023 | Jeux asiatiques                | Hangzhou  | 1er      | 72,97 m |

## Records
| Épreuve           | Marque  | Lieu   | Date         |
| ----------------- | ------- | ------ | ------------ |
| Lancer du marteau | 75,53 m | Kladno | 13 juin 2023 |